# طباقة
الطَّبَّاقَةُ أو الطُّبَّاقُ (باللاتينية: Dittrichia) هي جنس نباتي يتبع الفصيلة النجمية. يضم هذا الجنس نوعين إثنين، كانا يتبعان جنس الطَّيُّونِ، هما:
- الطُّبَّاقُ النَّفَّاحُ (الاسم العلمي: Dittrichia graveolens)
- عِرْقُ الطَّيُّونِ (الاسم العلمي: Dittrichia viscosa)